# Platformspel

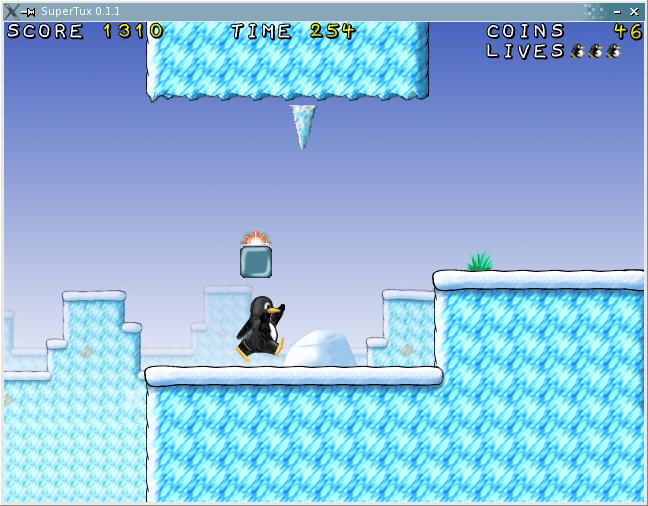
SuperTux, een voorbeeld van een platformspel

Het platformspel is een genre in computerspellen. De speler speelt hier een personage dat voornamelijk van platform naar platform moet springen. Ook komt de speler regelmatig vijanden tegen die verslagen of ontweken moeten worden. Tussendoor kan de speler punten en bonussen verdienen door het uitvoeren van randtaken, bijvoorbeeld het oppakken van objecten. Belangrijke bonussen (zoals een extra leven) liggen meestal op moeilijk te bereiken plaatsen. In sommige platformspellen dient de speler het einde van het level binnen een vooraf gestelde tijdslimiet te bereiken. Platformspellen kunnen zowel tweedimensionaal als driedimensionaal zijn.
Ongetwijfeld het bekendste voorbeeld van het genre is de Super Mario-serie. Na de successen van Donkey Kong en Mario Bros. in de arcade werd Super Mario Bros. vanaf 1985 een gigantische hit op de Nintendo Entertainment System. Dit zorgde voor een gigantische opleving in zowel het platformgenre als de game-industrie. Zijn opvolgers Super Mario Bros. 3 en Super Mario World worden nog steeds beschouwd als een van de beste computerspellen ooit gemaakt.
Door ontwikkelingen in de technologie kwamen rond 1995 platformspellen uit in drie dimensies, zoals Super Mario 64. Dit spel wist op zijn beurt weer de basis te leggen voor vele andere 3D-platformers. Met titels als Super Mario Sunshine, Super Mario Galaxy, Super Mario Galaxy 2, Super Mario 3D Land, Super Mario 3D World en het recente Super Mario Odyssey blijft Mario onbetwist leider in het platformergenre.

## Populaire titels
Het platformergenre was tot aan de eeuwwisseling het populairste genre op de game-markt. Naast de Super Mario Bros.-serie wisten ook andere 2D platformers naam te maken. De spellen Castlevania, Metroid, Mega Man, Alex Kidd in Miracle World, Sonic the Hedgehog, Donkey Kong Country, Earthworm Jim en Kirby zijn populaire vertegenwoordigers van het genre.

## 3D-tijdperk
Na het succes van Super Mario 64 moesten platformers de moeilijke transitie maken naar drie dimensies. Het betekende voor velen een lastige. Sonic kreeg geen hoofdlijngame op de Sega Saturn (een concurrent van de Nintendo 64) en wist pas op een wisselvallige manier op de Sega Dreamcast in de vorm van Sonic Adventure zijn entree in de 3D wereld te maken. Nieuwe series wisten echter wel naam te maken tijdens het nieuwe '3D-tijdperk'. Banjo Kazooie en Conker's Bad Fur Day op de Nintendo 64 waren speltitels die doorgaan waar Super Mario 64 ophield. Op Sony's Playstation wisten Spyro the Dragon en Crash Bandicoot naam te maken. Ook Rayman 2: The Great Escape wordt gezien als een indrukwekkend spel uit dit tijdperk.

## 21e eeuw
In de 21e eeuw is de focus van de computerspelindustrie echter verschoven van platformers naar multiplayer shooters en (open wereld) rollenspellen (RPG's) en action/adventures. Het platformgenre heeft zich echter weten te handhaven. Op de Playstation 2 bijvoorbeeld met 3D-spellen als Ratchet & Clank, Jak & Daxter en Sly Cooper, en op Microsoft's Xbox met Psychonauts en Oddworld: Stranger's Wrath. Met de groeiende populariteit van het internet en daarmee de opkomst van de indie-spellen is het 2D-genre teruggekomen met titels als Cave Story, Shovel Knight en Steamworld Dig. 3D-platformers zijn tegenwoordig echter schaarser, met Super Mario Odyssey als een van de uitzonderingen. 
Sommige spellen combineren elementen uit dit genre met elementen uit andere genres. Een voorbeeld hiervan is het sub-genre puzzle platformer, deze combineert het platformspel met het puzzelspel. Een bekend voorbeeld hiervan is Portal en het vervolg Portal 2.